# Plesionika longidactylus
Plesionika longidactylus is een garnalensoort uit de familie van de Pandalidae. De wetenschappelijke naam van de soort is voor het eerst geldig gepubliceerd in 2003 door Li & Komai.